# Kjell Søbak
Kjell Søbak   (Bodø, 21 de juny de 1957) és un biatleta noruec, ja retirat, que va competir durant les dècades de 1970 i 1980.
El 1980 va prendre part als Jocs Olímpics d'Hivern de Lake Placid, on va disputar dues proves del programa de biatló. Fou quart en la prova del relleu 4x7,5 km i cinquè en la dels 10 quilòmetres. Quatre anys més tard, als Jocs de Sarajevo, va guanyar la medalla de plata en el relleu 4x7,5 km. Formà equip amb Eirik Kvalfoss, Rolf Storsveen i Odd Lirhus. En la prova dels 10 quilòmetres fou quart.
En el seu palmarès també destaquen dues medalles al Campionat del món de biatló, de plata el 1982 i de bronze el 1983. A la Copa del Món de biatló aconseguí dues victòries individuals. A nivell nacional guanyà tres campionats noruecs de biatló.